# Staphylococcaceae
As Staphylococcaceae são uma família de bactérias Gram positivas que inclui o género Staphylococcus, que contém um patógeno humano clinicamente importante.

## Características
A família Staphylococcaceae tal como foi descrita em 2010 é composta por bactérias Gram positivas heterotróficas com teor baixo G+C, igual a todas as Firmicutes, não formadoras de esporos. Todas as espécies desta família são normalmente anaeróbias facultativas e com forma de cocos (no género Gemella existem também bacilos). Reduzem nitratos a nitritos e amónio (desnitrificação) se não houver oxigénio disponível, e o nitrato funciona como aceptor de electrões na respiração anaeróbia que tem lugar durante a desnitrificação.

## Géneros
Os cinco géneros Jeotgalicoccus, Macrococcus, Nosocomiicoccus, Salinicoccus e Staphylococcus estão incluídos na LPSN desta família, enquanto que a posição da Gemella, outro género da ordem Bacillales, é mais complexa.
- Staphylococcus Rosenbach 1884, género tipo
- Gemella Berger 1960
- Jeotgalicoccus Yoon et al. 2003
- Macrococcus Kloos et al. 1998
- Salinicoccus Ventosa et al. 1990
- Nosocomiicoccus Morais et al. 2008